# 17936 Nilus
17936 Nilus (1999 HE3) là một tiểu hành tinh vành đai chính được phát hiện ngày 24 tháng 4 năm 1999 bởi J. Broughton ở Reedy Creek Observatory.